# 全日本歌牌協會
一般社團法人全日本歌牌協會，是負責舉辦競技歌牌大賽及管理其相關事務的社團法人。

## 歷史
- 1954年，成立全日本歌牌協會。
- 1955年，舉辦第1屆名人戰，地點在靖國神社（每日新聞社協辦）。
- 1957年，舉辦第1屆女王戰。與日本歌牌連盟合併。
- 1963年，舉辦第1屆全國業界與學生歌牌大賽（日语：全国職域学生かるた大会）。
- 1979年，舉辦第1屆全國高中歌牌錦標賽。
- 1996年，成為正式的社團法人機構。
- 2004年，國民文化祭將競技歌牌採用為競技項目[1]。

## 業務
- 舉辦小倉百人一首歌牌大賽
- 進行小倉百人一首歌牌段位的認定
- 進行小倉百人一首相關的調査研究
- 舉辦小倉百人一首相關的演講、講習會等活動

## 組織

### 會員
- 正會員（滿二十歲，認同協會活動的人），年會費：5000日圓（五段以下）、10000日圓（六段以上）
- 準會員（未滿二十歲，認同協會活動的人），年會費：5000日圓
- 個人贊助會員（協助協會活動的個人），年會費：3000日圓
- 團體贊助會員（協助協會活動的法人），年會費：30000日圓[2]

正會員及為民法上的社員，擁有社員總會的決議權。

### 董事會
理事及監事由社員在社員總會中選出。理事有會長、副會長、専務理事及常務理事等職位。

### 歴任會長
- 伊藤秀吉（1954年—1966年）
- 伊藤秀文（1966年—1992年）
- 新木敬治（1992年—2005年）
- 山下義（2005年—2019年）
- 松川英夫（2019年—現任）

## 總部
東京都文京區大塚4丁目39番12號

## 定期發行刊物
- 歌牌展望（協會公告）

## 外部連結
- 官方网站  （页面存档备份，存于）（日語）
- YouTube上的全日本歌牌協會頻道